# Gilbert Verdié
Pas d'image ? Cliquez ici

a Compétitions nationales et continentales officielles uniquement.

b Matchs officiels uniquement.
Gilbert Verdié, né le 29 juin 1928 à Decazeville et mort le 25 novembre 2015, est un joueur de rugby à XIII international français, évoluant au poste de troisième ligne. Il a notamment pris part à la finale de la Coupe du monde 1954 perdue contre l'Australie.

## Biographie
Gilbert Verdié, alors évoluant à Albi, est appelé à disputer la première édition de la Coupe du monde de rugby à XIII de 1954 qui se déroule en France. Il participe à deux rencontres de l'édition dont la finale contre l'Angleterre le 13 novembre 1954 au Parc des Princes à Paris devant 30 368 spectateurs mais ne peut empêcher l'Angleterre de soulever leur premier titre de Coupe du monde.

## Distinctions
- Médaille de la jeunesse, des sports et de l'engagement associatif, bronze

## Palmarès

### Palmarès
- Coupe du monde :
  - 1 fois finaliste en 1954 (France).

- Championnat de France :
  - 3 fois vainqueur en 1956, 1958 et 1962[2] (Albi)
  - 1 fois finaliste en 1960 (Albi).

### En sélection

#### Détails en sélection
| Matchs internationaux de Gilbert Verdié | Matchs internationaux de Gilbert Verdié | Matchs internationaux de Gilbert Verdié | Matchs internationaux de Gilbert Verdié | Matchs internationaux de Gilbert Verdié | Matchs internationaux de Gilbert Verdié | Matchs internationaux de Gilbert Verdié | Matchs internationaux de Gilbert Verdié | Matchs internationaux de Gilbert Verdié | Matchs internationaux de Gilbert Verdié | Matchs internationaux de Gilbert Verdié | Matchs internationaux de Gilbert Verdié |
|                                         | Date                                    | Lieu                                    | Adversaire                              | Résultat                                | Compétition                             | Poste                                   | Points                                  | Essais                                  | Pen.                                    | Drops                                   |                                         |
| --------------------------------------- | --------------------------------------- | --------------------------------------- | --------------------------------------- | --------------------------------------- | --------------------------------------- | --------------------------------------- | --------------------------------------- | --------------------------------------- | --------------------------------------- | --------------------------------------- | --------------------------------------- |
| sous les couleurs de la France          |                                         |                                         |                                         |                                         |                                         |                                         |                                         |                                         |                                         |                                         |                                         |
| .                                       | 11 novembre 1954                        | Nantes, France                          | Australie                               | 15-5                                    | Coupe du monde                          | Troisième ligne                         | -                                       | -                                       | -                                       | -                                       |                                         |
| .                                       | 13 novembre 1954                        | Parc des Princes, Paris, France         | Grande-Bretagne                         | 12-16                                   | Coupe du monde                          | Troisième ligne                         | -                                       | -                                       | -                                       | -                                       |                                         |